# Anizy-le-Château
Anizy-le-Château is een plaats en voormalige gemeente in het Franse departement Aisne in de regio Hauts-de-France en telt 1903 inwoners (1999). De plaats maakt deel uit van het arrondissement Laon.

## Geschiedenis
De gemeente fuseerde op 1 januari 2019 met Faucoucourt en Lizy tot de commune nouvelle Anizy-le-Grand.

## Geografie
De oppervlakte van Anizy-le-Château bedraagt 9,5 km², de bevolkingsdichtheid is 200,3 inwoners per km².
De onderstaande kaart toont de ligging van Anizy-le-Château met de belangrijkste infrastructuur en aangrenzende gemeenten.

## Demografie
Onderstaande figuur toont het verloop van het inwonertal (bron: INSEE-tellingen).
Vanwege een beveiligingsprobleem met de MediaWiki Graph-software is het momenteel niet mogelijk deze grafiek weer te geven. Zodra de software is bijgewerkt zal de grafiek vanzelf weer zichtbaar worden.
Anizy-le-Château · Faucoucourt · Lizy